# Lourties-Monbrun
Lourties-Monbrun är en kommun i departementet Gers i regionen Occitanien i sydvästra Frankrike. Kommunen ligger i kantonen Masseube som tillhör arrondissementet Mirande. År 2022 hade Lourties-Monbrun 156 invånare.

## Befolkningsutveckling
Antalet invånare i kommunen Lourties-Monbrun
Referens:INSEE